# Wright Crusader
Wright Crusader — одноэтажный автобус, выпускаемый производителем автобусов из Северной Ирландии Wrightbus с 1995 по 2002 год на шасси Dennis Dart SLF, Volvo B6LE и Volvo B6BLE. 

## Первое поколение (1995—2000)
Автобус Wright Crusader первого поколения был представлен в 1995 году в качестве преемника Wright Handybus. Первая партия на шасси Volvo B6LE серийно производилась с октября 1995 года. С сентября 1996 года автобусы производились на шасси Dennis Dart SLF и эксплуатировались в Лондоне. К 2000 году всего было произведено 425 экземпляров.

## Второе поколение (1999—2002)
Последнее поколение автобусов Wright Crusader производилось с 1999 года на шасси Volvo B6BLE, причём до 2000 года автобусы производились параллельно с автобусами первого поколения. Производство завершилось в 2002 году — автобус Wright Crusader был вытеснен с конвейера автобусом Wright Cadet.

## Галерея

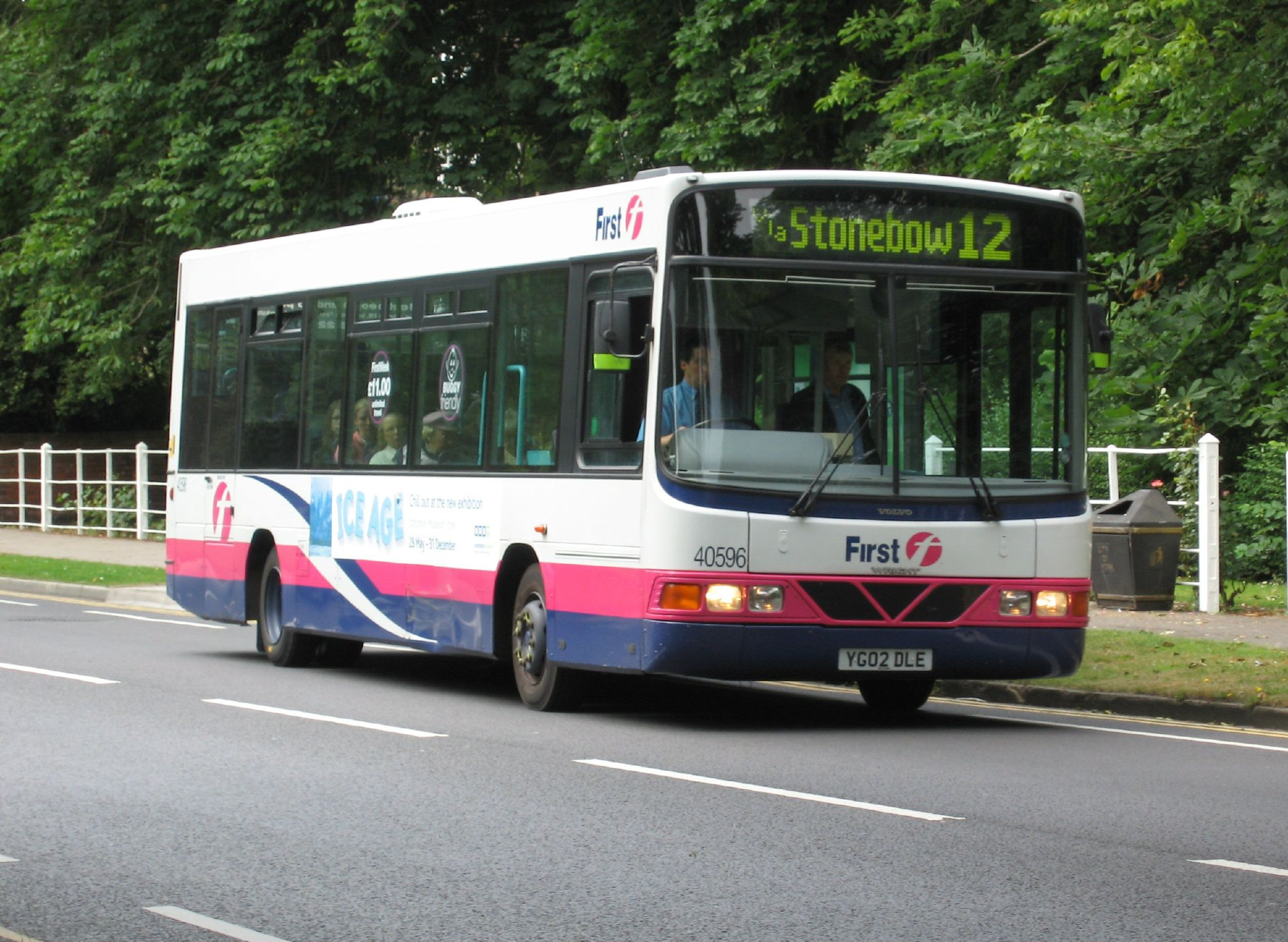
Wright Crusader 2 (Volvo B6BLE)
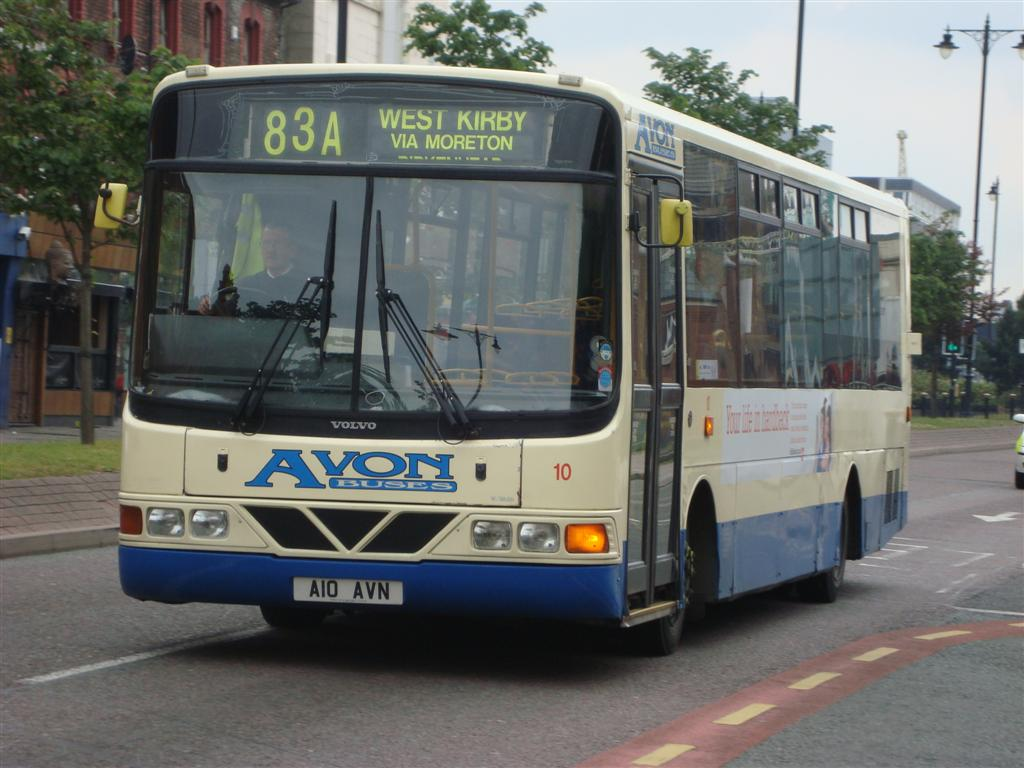
Wright Crusader (Volvo B6LE)
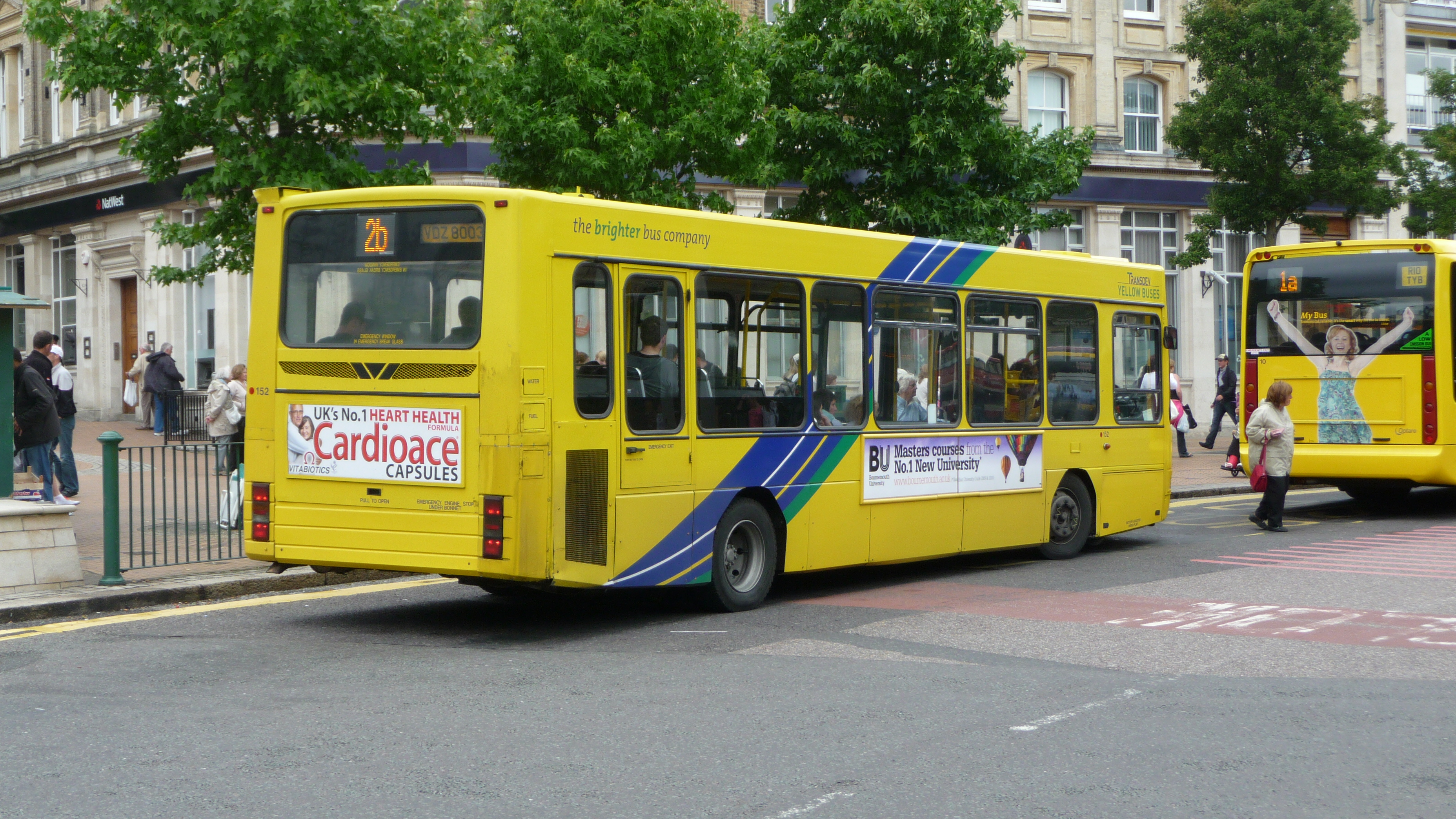
Wright Crusader (Dennis Dart SLF)